# Каледо
Кале́до (индон. kaledo) — блюдо индонезийской кухни, кулинарный специалитет острова Сулавеси. Представляет собой наваристый суп из говяжьих ног, приготовляемый без каких-либо овощей с определенным набором специй и пряностей.
Для высасывания из говяжьих костей костного мозга к каледо принято подавать соломинку. Порция супа традиционно дополняется гарниром — обычно варёным бататом либо кассавой.
Особой популярностью пользуется в провинции Центральный Сулавеси, прежде всего, в округе Донгала, который считается родиной этого кушанья. Среди местного населения каледо традиционно является одним из основных угощений в ходе торжественных трапез, приуроченных к мусульманским праздникам Курбан-байрам и Ураза-байрам. Некоторое распространение блюдо получило и в других районах Индонезии, в том числе в её столице — Джакарте.

## Происхождение и распространение

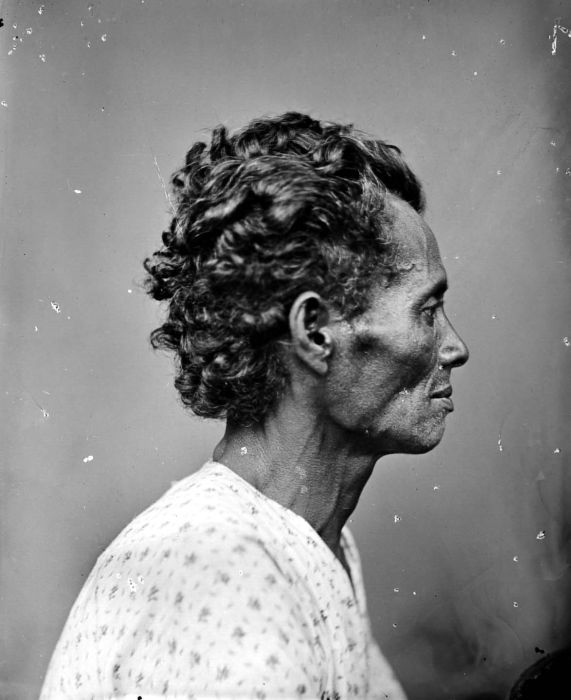
Представитель народности каили. Фото начала XX века

Супы — как правило, достаточно густые и наваристые — традиционно занимают важное место в рационе жителей индонезийского острова Сулавеси. Говядина в качестве сырья для них используется несколько реже, чем рыба или морепродукты: она популярна главным образом в нескольких скотоводческих районах острова, одним из которых является долина реки Палу, расположенная у основания полуострова Минахаса. Исторически основное население этой местности, в которой в настоящее время находится город Палу — административный центр провинции Центральный Сулавеси, а также прилегающие районы округа Донгала, составляла народность каили. Именно национальным блюдом каили изначально является каледо.
Сколь-либо точно история этого блюда не прослеживается. Предполагается, что оно не очень древнее и могло возникнуть  под влиянием яванской либо нидерландской кухни, в которых фигурируют сходные блюда из говяжьих субпродуктов: известно, что яванцы посещали северо-западное побережье Сулавеси с начала второго тысячелетия нашей эры, а голландцы начали колониальное освоение этих мест в XVII веке. Соответственно, вероятным прототипом каледо видится либо традиционный яванский суп из говяжьих рёбер, либо нидерландский суп из бычьих хвостов.

Округ Донгала в составе провинции Центральный Сулавеси — родина каледо

Возникновению каледо посвящена популярная местная легенда. В соответствии с ней, когда-то мясник ранним утром выставил на продажу в своей лавке говяжью мякоть и различные говяжьи субпродукты. Первым в лавку зашел состоятельный яванец, который скупил всё мясо, чтобы приготовить любимое баксо. Следующим покупателем оказался макасар — он приобрёл всю требуху, чтобы приготовить традиционный у этого народа суп чото-макасар. Когда ближе к вечеру в лавке оказался местный каили, на прилавке оставались только говяжьи ноги. Хотя сам мясник не знал, что можно приготовить из этого субпродукта, голодный каили задёшево купил его и, благодаря находчивому уму, додумался сварить со специями. Результат превзошёл ожидания сообразительного каили и членов его семьи: кожа, хрящевая ткань и мясо говяжьих ног, изначально весьма жёсткие, после длительной варки совершенно размягчились и просто таяли во рту. Именно с мягкостью разваренных говяжьих ног, как следует из легенды, связано название кушанья: на одном из диалектов языка каили «каледо» буквально означает «нетвёрдый» (ka — твёрдый, lédo — не).
Вопреки легенде, среди современных жителей округа Донгала, в массе своей перешедших на индонезийский язык, большей популярностью пользуется иная версия этимологии названия этого блюда. Слово «каледо» толкуется ими как аббревиатура индонезийского словосочетания «говяжьи ноги по-донгальски» — «ка́ки ле́мбу Донга́ла» (индон. kaki lembu Donggala).
В округе Донгала и городе Палу каледо пользуется исключительно высокой популярностью. Это кушанье является главным специалитетом здешней кухни, своего рода кулинарным символом этой местности. К началу XXI века оно получило достаточно большое распространение и в других районах Сулавеси. За пределами этого острова оно известно не очень значительно — главным образом в местах расселения выходцев с северо-западного сулавесийского побережья. Так, рестораны, подающие каледо, можно встретить в столице Индонезии Джакарте.
С учётом особой значимости каледо в контекстве этнокультурных традиций провинции Центральный Сулавеси это блюдо в 2017 году было внесено в список Нематериального культурного наследия Индонезии, учреждённый индонезийским Министерством образования и культуры в 2002 году по аналогии со списком Всемирного наследия ЮНЕСКО.

## Приготовление

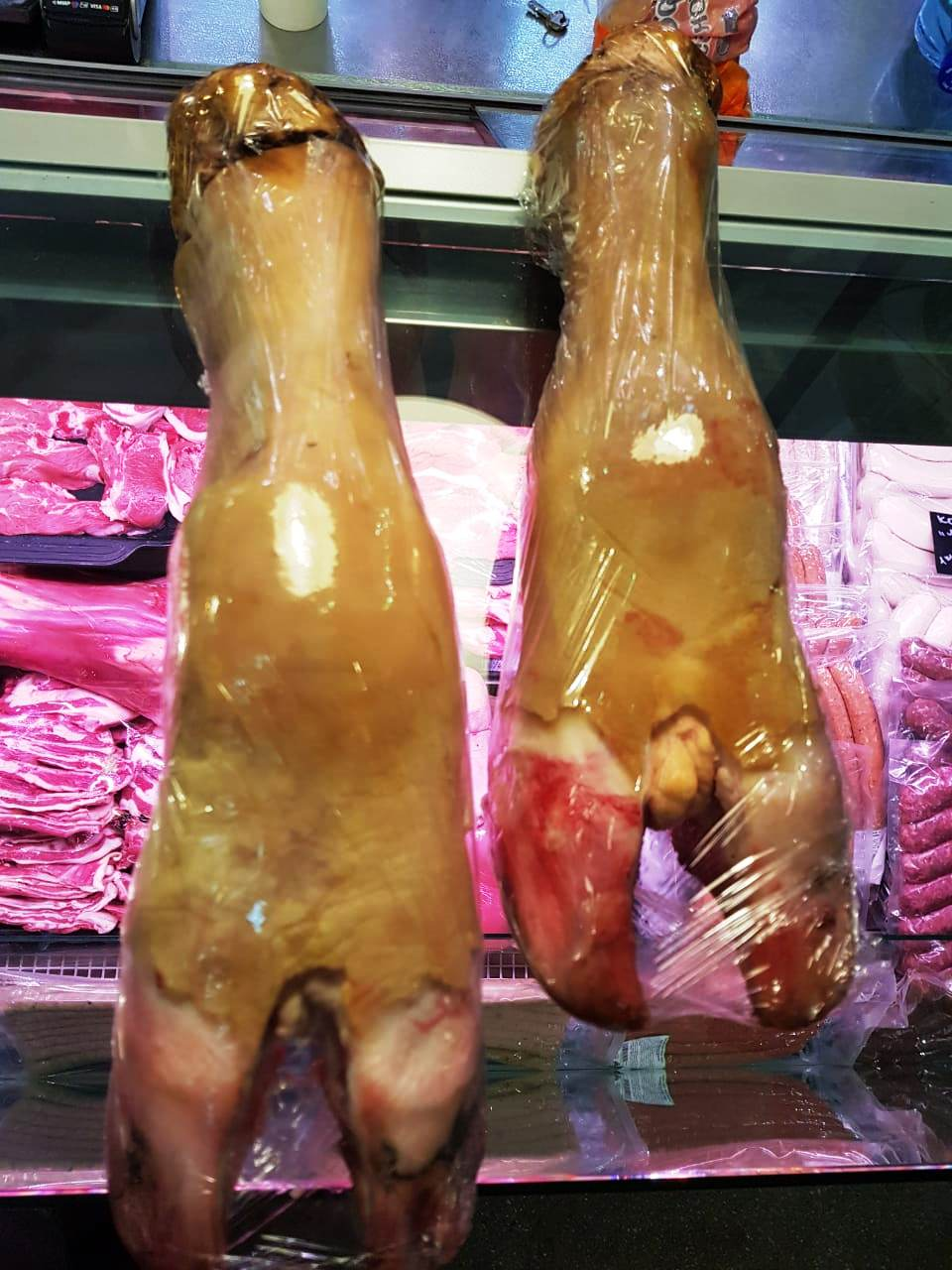
Говяжьи ноги — главный ингредиент каледо

С кулинарной точки зрения каледо является достаточно простым блюдом — фактически крепким мясным бульоном. В соответствии с классическим рецептом его единственным основным ингредиентом являются говяжьи ноги, которые перед варкой обычно разрубают на несколько крупных кусков. Иногда к ногам добавляется еще какая-то говядина — чаще всего, мясо голяшки либо грудинки с кусочками рёбер, однако это уже более современная, изысканная, не вполне классическая вариация супа.
После того, как говяжьи ноги проварятся на небольшом или среднем огне до размягчения, воду обычно меняют. В начале второго этапа варки бульон заправляется солью и определённым набором приправ. В последний непременно входит весьма популярный на Сулавеси перец сорта «Птичий глаз», челнобородник лимонный, сизигиум многоцветковый и мякоть тамаринда. Часто добавляются имбирь, чеснок и сахар — обычный либо пальмовый, иногда лумбанг и сельдерей. Никакие овощи в каледо не кладутся. Не используется для заправки и соевый соус, применяемый при приготовлении многих других индонезийских супов.
Варка в общей сложности продолжается, как правило, не менее трёх часов. В готовом виде каледо представляет собой некоторое подобие кавказского хаша: наваристый, не очень прозрачный пряный бульон золотистого или светло-фисташкового цвета, имеющий характерную слегка клейкую консистенцию — благодаря костному мозгу, в большом количестве содержащемуся в говяжьих ногах. Кости, разваренные хрящи, мясо и кожа обычно занимают в каледо объём, сопоставимый с объёмом жидкости.

## Подача и употребление

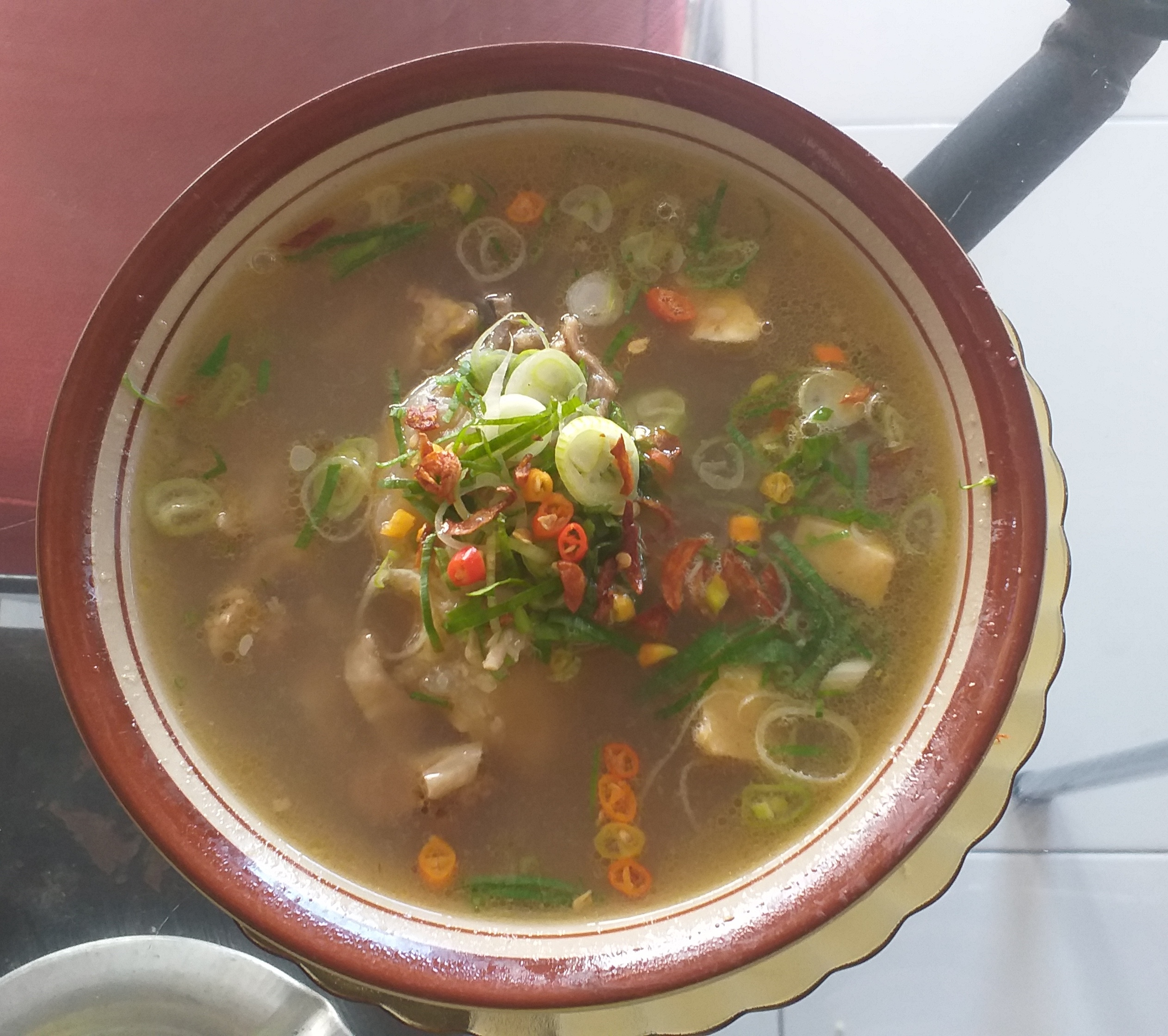
Миска каледо, обильно посыпанная нашинкованным зелёным луком

Каледо, как и многие другие мясные супы индонезийской кухни, является одновременно и первым, и вторым блюдом. Есть его принято из мисок в горячем виде, желательно как можно скорее после приготовления. Непосредственно перед подачей в него принято выжимать сок лайма или каламондина либо же кидать кусочек одного из этих плодов. Кроме того, уже в миске каледо почти всегда посыпают жареными стружками лука-шалота или репчатого лука и, реже, нашинкованным зелёным луком.
Каледо является повседневным кушаньем, однако одновременно с этим в преимущественно мусульманском Центральном Сулавеси оно традиционно служит и одним из основных угощений в ходе празднования двух важнейших исламских праздников — Курбан-Байрама и Ураза-байрама, которые в Индонезии именуется «Идульа́дха» (индон. Iduladha) и «Идульфи́три» (индон. Idulfitri).
Этот суп — популярное блюдо в равной мере в домашней и в уличной кухне. В провинции Центральный Сулавеси каледо повсеместно готовится в многочисленных традиционных харчевнях и на рынках: на последних этот суп часто варится в больших котлах на дровах. В подобном общепите обычно практикуется два вида подачи каледо: «с костями» и «без костей». Последний вариант — миска пустого бульона — обычно вдвое дешевле первого, включающего кусок говяжьей ноги.
Каледо чаще всего подаётся с гарниром, в качестве которого чаще всего выступает варёный батат либо кассава и значительно реже — рис, варёный в воде или кокосовом молоке. Это отличает каледо от большинства других индонезийских, в том числе и сулавесийских супов, которые принято подавать именно с варёным рисом. Еще более своеобразным моментом традиционной сервировки данного кушанья является подача к нему — помимо ложки — пластиковой соломинки, с помощью которой из костей принято высасывать мозг. Соломинка, как правило, бывает заранее воткнута в расколотую кость как в коктейльный стакан.